# UFC Fight Night: Thompson vs. Till
UFC Fight Night: Thompson vs. Till fue un evento de artes marciales mixtas organizado por Ultimate Fighting Championship que se llevó a cabo el 27 de mayo de 2018 en el Echo Arena en Liverpool.

## Historia
El evento inicialmente se esperaba que tuviera lugar en Dublín. Sin embargo, en la conferencia de prensa previa a la pelea de UFC Fight Night: Werdum vs. Volkov, la promoción indicó que el evento se disputaría en Liverpool. Mientras que el UFC ha sido sede de muchos eventos en Inglaterra, el evento será el primero disputado en Liverpool.
El evento estelar contó con el combate de peso wélter entre Stephen Thompson y Darren Till.
Gunnar Nelson tenía previsto enfrentar a Neil Magny en el evento. Sin embargo, Nelson fue retirado del evento, debido a una lesión y fue reemplazado por Craig White que hacía su debut en UFC, siendo el evento coestelar de la noche.

## Premios extra
Cada peleador recibió un bono de $50,000.
- Actuación de la Noche: Tom Breese, Darren Stewart, Cláudio Silva y Arnold Allen.